# 2043 Ortutay
2043 Ortutay eller 1936 TH är en asteroid i huvudbältet, som upptäcktes den 12 november 1936 av den ungerska astronomen György Kulin i Budapest. Den har fått sitt namn efter den ungerske politikern Gyula Ortutay.
Asteroiden har en diameter på ungefär 48 kilometer.